# ATR 42
ATR 42 er et tomotoret turbopropfly der er udviklet og produceret af den fransk-italienske flyproducent ATR. Flyet blev introduceret i 1985 og indtil nu er der i alt produceret over 400 eksemplarer af typen. Flyet kan have op til 50 passagersæder og betjenes af 2 piloter.

## Udvikling
Flyet blev annonceret i 1981 og havde sin jomfruflyvning 16. august 1984. I september 1985 blev ATR 42 certificeret til passagerflyvninger, og i december samme år foretog det fransk flyselskab Air Littoral den første kommercielle flyvning med typen.
Flyet er blevet produceret i 6 varianter. Den seneste model, ATR 42-600, blev introduceret i 2007 og jomfruflyvningen foregik 4. marts 2010. Den første levering vil ske i marts 2012, hvor Royal Air Maroc bliver første flyselskab der får typen i flåden.

## Operatører
I Norden havde danske Cimber Sterling og har Danish Air Transport ATR 42 fly i flåden, ligesom det nyetablerede finske selskab Flybe Nordic vil bruge flyet når de starter deres operationer 30. oktober 2011.